# 吉永良正
吉永 良正（よしなが よしまさ、1953年（昭和28年）1月3日 - ）は日本のサイエンスライター、作家、翻訳家、教育家。
専門は科学論・科学哲学。大東文化大学文学部教育学科教授。

## 略歴
長崎に生まれる。
1975年（昭和50年） 京都大学理学部数学科を卒業。
1977年（昭和52年） 京都大学文学部哲学科を卒業。
1991年（平成3年） 講談社ブルーバックスから出版した『数学・まだこんなことがわからない』により第7回講談社出版文化賞科学出版賞を受賞。
最近は「数学概念を介した哲学と数学の交渉／没交渉の歴史とその再解釈」や「複雑系・生物進化・宇宙論の哲学の構築」について研究している。

## 人物像
| 趣味                                 | 酒、タバコ、散歩、昼寝。                                                       |
| 宗教                                 | 公的には仏教。私的には、あらゆる宗教に興味があるが、まだ回心には至っていない。 |
| 座右の銘                             | 無知の知（ムダ）、無力の力（ムリ）、無心の心（ムラ）。                         |
| 好きな食べ物                         | 油揚げ、サクラエビ、その他なんでも（特にゲテモノ。ただし悪食ではない）。       |
| 好きな有名人・タレント               | 洋七、モンティ・パイソン、あがた森魚、ミック・ジャガー。                       |
| 好きなスポーツチーム（プロ野球など） | Ｇ以外                                                                         |

## 著書

### 単著
- 『数学センス』ダイヤモンド社、1985年10月。ISBN 4-478-76025-X。
- 『まだわからないことがある　科学の未体験ゾーンをさぐる』講談社〈ブルーバックス〉、1986年8月。ISBN 4-06-132657-0。
- 『電磁波が危ない　あなたの脳と体を蝕む「見えない脅威」とは』光文社〈カッパ・サイエンス〉、1989年2月。ISBN 4-334-06040-4。
- 『ウイルスが「人間」を支配する　生物界に乱入した殺戮マシーンとは』光文社〈カッパ・サイエンス〉、1990年6月。ISBN 4-334-06051-X。
- 『数学・まだこんなことがわからない　素数の謎から森理論まで』講談社〈ブルーバックス〉、1990年11月。ISBN 4-06-132845-X。
  - 『数学・まだこんなことがわからない　難問から見た現代数学入門』（新装版）講談社〈ブルーバックス〉、2004年9月。ISBN 4-06-257455-1。
- 『奇想、天外に挑む　宇宙の謎は、ここまで解明された』光文社〈カッパ・サイエンス〉、1991年5月。ISBN 4-334-06059-5。
- 『センター試験数学満点をとる本　短期攻略のための“ボトムアップ式”勉強術』ごま書房〈ゴマブックス〉、1992年10月。ISBN 4-341-01527-3。
- 『ゲーデル・不完全性定理　“理性の限界”の発見』講談社〈ブルーバックス〉、1992年12月。ISBN 4-06-132947-2。
- 『模試の活かし方　盲点・ワナを知り、本番につなげる120%活用術』ごま書房〈ゴマブックス〉、1993年2月。ISBN 4-341-01550-8。
- 『数学正しい学び方　アレルギー・オンチが治る　得意ワザを身につけ、生かすための3D勉強法』ごま書房〈ゴマブックス〉、1993年6月。ISBN 4-341-01574-5。
- 『秋山仁の落ちこぼれは天才だァ　ある数学詩人の夢と挑戦』講談社、1993年10月。ISBN 4-06-154207-9。
  - 『秋山仁の落ちこぼれは天才だ』講談社〈講談社文庫〉、2004年2月。ISBN 4-06-273962-3。
- 『ふたつの鏡　科学と哲学の間で』紀伊国屋書店〈科学選書17〉、1993年11月。ISBN 4-314-00605-6。
- 『勉強は基本　合格する「勉強のやり方」がわかる本』ごま書房〈ゴマブックス〉、1994年6月。ISBN 4-341-01615-6。
- 『最近よく聞く「デジタル」って何だ　発想・技術・社会…「アナログ」とどう違う』ごま書房〈ゴマブックス〉、1996年3月。ISBN 4-341-01709-8。
- 『「複雑系」とは何か』講談社〈講談社現代新書〉、1996年11月。ISBN 4-06-149328-0。
- 『数学を愛した人たち　ガロア，アーベル，ガウス，リーマン，パスカル…人類の文化にとってかけがえのない英雄＝数学者たちの物語！』東京出版、2003年9月。ISBN 4-88742-073-0。
  - 『神が愛した天才数学者たち』角川学芸出版〈角川ソフィア文庫 SP K-110-1〉、2011年4月。ISBN 978-4-04-409436-2。
- 『ひらめきはどこから来るのか』草思社、2004年5月。ISBN 4-7942-1311-5。
- 『『パンセ』数学的思考』みすず書房〈理想の教室〉、2005年6月。ISBN 4-622-08305-1。
- 『アキレスとカメ　パラドックスの考察』講談社、2008年7月。ISBN 978-4-06-214783-5。

### 共著
- R.A.ハインラインほか「コラム」『第四次元の小説　幻想数学短編集』三浦朱門訳、小学館〈地球人ライブラリー〉、1994年9月。ISBN 4-09-251006-3。
- 秋山仁『秋山仁の遊びからつくる数学　離散数学の魅力』吉永良正聞き手、講談社〈ブルーバックス〉、1994年2月。ISBN 4-06-257007-6。

### 編著
- 吉永良正 編著『学問は自由だ　対話・知のクロスロード』東京出版、1994年10月。ISBN 4-924544-76-0。
- 吉永良正 編『時間とは何か？』日経サイエンス〈別冊日経サイエンス : SCIENTIFIC AMERICAN 日本版 180〉、2011年8月。ISBN 978-4-532-51180-7。

### 翻訳
- ラリー・ゴニック、マーク・ホイーリス『分子遺伝学が驚異的によくわかる』吉永良正訳、白揚社、1984年7月。
  - ラリー・ゴニック、マーク・ホイーリス『分子遺伝学が驚異的によくわかる　漫画』吉永良正訳、白揚社、1994年7月。ISBN 4-8269-0060-0。
- マイケル・ギレン『現代数学が見えてくる　ゲーデルからフラクタルまで』吉永良正訳、白揚社、1989年4月。ISBN 4-8269-0037-6。
- ジャンヌ・グラノン＝ラフォン『ラカンのトポロジー　精神分析空間の位相構造』中島伸子・吉永良正訳、白揚社、1991年4月。ISBN 4-8269-9002-2。
- ポール・ホフマン『数学の悦楽と罠　アルキメデスから計算機数学まで』吉永良正ほか訳、白揚社、1994年7月。ISBN 4-8269-0057-0。
- マリリン・ヴオス・サヴァント『史上最大の難問が解けた!　ミズIQの「フェルマー最終定理の証明」事件簿』河野至恩・吉永良正訳、白揚社、1995年10月。ISBN 4-8269-0065-1。
- イアン・スチュアート『自然の中に隠された数学』吉永良正訳、草思社〈サイエンス・マスターズ ; 5〉、1996年10月。ISBN 4-7942-0720-4。
- アミール・D・アクゼル『天才数学者たちが挑んだ最大の難問　フェルマーの最終定理が解けるまで』吉永良正訳、早川書房、1999年5月。ISBN 4-15-208224-0。
  - アミール・D・アクゼル『天才数学者たちが挑んだ最大の難問　フェルマーの最終定理が解けるまで』吉永良正訳、早川書房〈ハヤカワ文庫 NF ＜数理を愉しむ＞シリーズ〉、2003年9月。ISBN 4-15-050282-X。
- ピーター・M・ヒギンズ『数学がわかる楽しみ』吉永良正訳、青土社、2003年9月。ISBN 4-7917-6059-X。